# Мигиро, Аша Роза
Аша Роза Мтенгети Мигиро (англ. Asha-Rose Mtengeti Migiro; род. 9 июля 1956, Сонгеа, провинция Рувума, Танзания) — танзанийский юрист и политический деятель.
В 1980 году окончила университет Дар-эс-Салама, получив степень сначала бакалавра, а затем магистра права. В 1992 году получила степень доктора философии в Констанцском университете. Мигиро преподавала право в университете Дар-эс-Салама в течение 20 лет, прежде чем прийти в политику в 2000 году. Занимала посты министра социального развития Танзании и министра по делам женщин и детей. В январе 2006 года она была назначена министром иностранных дел и международного сотрудничества Танзании и занимала этот пост до 11 января 2007 года.
5 февраля 2007 года восьмой генеральный секретарь Организации Объединённых Наций Пан Ги Мун назначил её одним из своих заместителей. Вступив на должность, Мигиро в качестве главной своей задачи провозгласила всестороннюю защиту африканских женщин. Занимала пост заместителя Генерального секретаря ООН до 1 июля 2012 года.